# Lawrence Creek
Lawrence Creek é uma cidade  localizada no estado norte-americano de Oklahoma, no Condado de Creek.

## Demografia
Segundo o censo norte-americano de 2000, a sua população era de 119 habitantes.
Em 2006, foi estimada uma população de 126, um aumento de 7 (5.9%).

## Geografia
De acordo com o United States Census Bureau tem uma área de
1,7 km², dos quais 1,7 km² cobertos por terra e 0,0 km² cobertos por água.

## Localidades na vizinhança
O diagrama seguinte representa as localidades num raio de 16 km ao redor de Lawrence Creek.